# グレアム・ワトキンス
グレアム・ワトキンス（英: Graham Watkins、1944年4月 - ）は、アメリカ合衆国の小説家。
ケンタッキー州レキシントン生まれ。ケンタッキー大学で生物学を専攻。学資を稼ぐためにバンドでテナーサックスを吹いたり、交響楽団でコントラバスやチューバを演奏していた。大学院に進学し、修士号を取得。1989年、博士号を取得するためにデューク大学に入学。しかし、反戦運動の激化により翌年に退学。
その後、さまざまな仕事をしていたが結局は学問に戻ることにした。メリーランド大学の大学院に入るつもりであったが、一年ほど待たねばならなかったことからJ・B・ラインに会いに行き、その研究所で研究を始めてしまったため予定の大学院に入ることはなかった。
1972年、不正な実験などを含むスキャンダル事件がきっかけで研究所を辞め、デューク大学の精神医学科に入り、バイオフィードバックなどの研究をした。その後当時まだ新しかったマイクロプロセッサの分野に興味を持ち、大学のコンピュータ研究室でコンピュータ技師として働き始め、最初期のマイコン、ワープロソフト、後にMS-DOSになる類のソフトウエアの初期バージョンの開発に携わった。
助成金が底をついたこともあって音楽の仕事に転じる。現在はパイプオルガンなどを教会や大学に取り付け、修理することを本業としている。また副業としてコンピュータのプログラミングも行っている。小説を書くのはそれらの合間を縫ってのこと。
作家としてデビューした当時は、自作のOSとエディタソフトにより小説を書いていた。
現在はノースカロライナ州ダーハム在住。

## 作品リスト
- 致死性ソフトウェア（上・下） - 新潮文庫（新潮社、大久保寛訳、1997年）